# LGBT相关电影列表
此列表列出涉及LGBT話題的电影，塑造了重要的同志角色或把LGBT身分或關係作為一個重要的劇情。

## 華語電影
| 電影名稱                               | 電影名稱                                    | 產地                    | 導演                 | 年份 |
| 中文                                   | 英文                                        | 產地                    | 導演                 | 年份 |
| -------------------------------------- | ------------------------------------------- | ----------------------- | -------------------- | ---- |
| 愛奴                                   | Intimate Confessions of a Chinese Courtesan | 英屬香港                | 楚原                 | 1972 |
| 面具                                   | Sex for Sale                                | 英屬香港                | 張曾澤               | 1974 |
| 愛奴新傳                               | Lust for Love of a Chinese Courtesan        | 英屬香港                | 楚原                 | 1984 |
| 孽子                                   | The Outsiders                               | 臺灣                    | 虞戡平               | 1986 |
| 雙鐲                                   | The Twin Bracelets                          | 英屬香港                | 黃玉珊               | 1991 |
| 青少年哪吒                             | Rebels of the Neon God                      | 臺灣                    | 蔡明亮               | 1992 |
| 霸王別姬                               | Farewell My Concubine                       | 英屬香港 中国大陆       | 陳凱歌               | 1993 |
| 囍宴                                   | The Wedding Banquet                         | 臺灣                    | 李安                 | 1993 |
| 三個相愛的少年                         | Oh! My Three Guys                           | 英屬香港                | 趙崇基               | 1994 |
| 愛情萬歲                               | Vive l'amour                                | 臺灣                    | 蔡明亮               | 1994 |
| 假男假女                               | Boy's?                                      | 英屬香港                | 侯永財               | 1996 |
| 東宮西宮                               | East Palace, West Palace                    | 中国大陆                | 張元                 | 1996 |
| 基佬四十                               | A Queer Story                               | 英屬香港                | 舒琪                 | 1997 |
| 春光乍洩                               | Happy Together                              | 英屬香港                | 王家衛               | 1997 |
| 自梳                                   | Intimates                                   | 香港                    | 張之亮               | 1997 |
| 美麗在唱歌                             | Murmur of Youth                             | 臺灣                    | 林正盛               | 1997 |
| 不只是喜宴（紀錄片）                   | Not Simply a Wedding Banquet                | 臺灣                    | 陳俊志               | 1997 |
| 河流                                   | The River                                   | 臺灣                    | 蔡明亮               | 1997 |
| 野麻雀（短片）                         | Too Young                                   | 臺灣                    | 黃銘正               | 1997 |
| 美少年之戀                             | Bishonen...                                 | 香港                    | 楊凡                 | 1998 |
| 愈快樂愈墮落                           | Hold You Tight                              | 香港                    | 關錦鵬               | 1998 |
| 古惑仔情義篇之洪興十三妹               | Portland Street Blues                       | 香港                    | 葉偉民               | 1998 |
| 史丹利（短片）                         | Stanley Beloved                             | 香港                    | 鍾德勝               | 1998 |
| 美麗少年（紀錄片）                     | Boys for Beauty                             | 臺灣                    | 陳俊志               | 1999 |
| 心灰（短片）                           | First Love and Other Pains                  | 香港                    | 鍾德勝               | 1999 |
| 男男女女                               | Men and Women                               | 中国大陆                | 劉冰鑒               | 1999 |
| 心動                                   | Tempting Heart                              | 香港                    | 張艾嘉               | 1999 |
| 心猿意馬                               | The Accident                                | 香港                    | 李志超               | 1999 |
| 江湖告急                               | Jiang Hu: The Triad Zone                    | 香港                    | 林超賢               | 2000 |
| 夜奔                                   | Fleeing by Night                            | 臺灣                    | 徐立功 尹祺          | 2000 |
| 雨後的天空（短片）                     | After Raining                               | 臺灣                    | 楊孟儒               | 2001 |
| 今年夏天                               | Fish and Elephant                           | 中国大陆                | 李玉                 | 2001 |
| 天使（短片）                           | I Am Not What You Want                      | 香港                    | 洪榮杰               | 2001 |
| 藍宇                                   | Lan Yu                                      | 中国大陆 香港           | 關錦鵬               | 2001 |
| 遊園驚夢                               | Peony Pavilion                              | 香港                    | 楊凡                 | 2001 |
| 情色地圖                               | The Map of Sex and Love                     | 香港                    | 陳耀成               | 2001 |
| 藍色大門                               | Blue Gate Crossing                          | 臺灣                    | 易智言               | 2002 |
| 跳飛機（短片）                         | Jumping Jet Flash                           | 臺灣                    | 楊孟儒               | 2002 |
| 鍾意無罪                               | Love is Not a Sin                           | 香港 澳門               | 陳建德               | 2002 |
| 台北晚九朝五                           | Twenty Something Taipei                     | 臺灣                    | 戴立忍               | 2002 |
| 那年夏天的浪聲                         | Voices of Waves                             | 臺灣                    | 陳秀玉               | 2002 |
| 飛躍情海                               | Love Me, If You Can                         | 臺灣                    | 王毓雅               | 2003 |
| 幸福備忘錄（紀錄片）                   | Memorandum on Happiness                     | 臺灣                    | 陳俊志               | 2003 |
| 妖夜迴廊                               | Night Corridor                              | 香港                    | 李志超               | 2003 |
| 20 30 40                               | 20 30 40                                    | 臺灣                    | 張艾嘉               | 2004 |
| 蝴蝶                                   | Butterfly                                   | 香港                    | 麥婉欣               | 2004 |
| 大佬愛美麗                             | Enter the Phoenix                           | 香港                    | 馮德倫               | 2004 |
| 十七歲的天空                           | Formula 17                                  | 臺灣                    | 陳映蓉               | 2004 |
| 豔光四射歌舞團                         | Splendid Float                              | 臺灣                    | 周美玲               | 2004 |
| 少年花草黃                             | Withered in a Blooming Season               | 中国大陆                | 崔子恩               | 2004 |
| 人面桃花                               | Beautiful Men                               | 中国大陆                | 杜海濱               | 2005 |
| 只愛陌生人                             | Innocent                                    | 加拿大 香港             | 鍾德勝               | 2005 |
| 孤戀花（電影版）                       | Love's Lone Flower                          | 臺灣                    | 曹瑞原               | 2005 |
| 我如花似玉的兒子                       | My Fair Son                                 | 中国大陆                | 崔子恩               | 2005 |
| 無偶之家，往事之城（紀錄片）           | Scars on Memory                             | 臺灣                    | 陳俊志               | 2005 |
| 六四吧－人、情、空間                   | Club 64: Folks, Affections and Space        | 香港                    | June Tang            | 2006 |
| 盛夏光年                               | Eternal Summer                              | 臺灣                    | 陳正道               | 2006 |
| 面對面                                 | Face to Face                                | 香港                    | 林希賢 林希德        | 2006 |
| 當我們同在一起                         | Go! Go! G-Boys                              | 臺灣                    |                      | 2006 |
| 攣攣寶島心：《寫字魔法》、《愛，可能》 | Queerly Sensitive: Two Tales from Taiwan    | 臺灣                    | 溫秀熒               | 2006 |
| 酷兒舞台                               | Queers on Stage                             | 臺灣                    | 陳俊志               | 2006 |
| 植物園                                 | The Chinese Botanist's Daughters            | 法国 加拿大             | 戴思傑               | 2006 |
| 無浪城市                               | 0506HK                                      | 香港                    | 李孟熙               | 2007 |
| 除却巫山                               | Cloud                                       | 中国大陆                | 鍾強                 | 2007 |
| 沿海岸線徵友（短片）                   | Fragile in love                             | 臺灣                    | 陳俊志               | 2007 |
| 少年不戴花（短片）                     | It Seems to Rain                            | 臺灣                    | 蔡辰書               | 2007 |
| 愛麗絲的鏡子                           | Reflections                                 | 臺灣                    | 姚宏易               | 2007 |
| 刺青                                   | Spider Lilies                               | 臺灣                    | 周美玲               | 2007 |
| 花吃了那女孩                           | Candy Rain                                  | 臺灣                    | 陳宏一               | 2008 |
| 無野之城                               | City Without Baseball                       | 香港                    | 劉國昌 雲翔          | 2008 |
| 漂浪青春                               | Drifting Flowers                            | 臺灣                    | 周美玲               | 2008 |
| 愛到盡                                 | End of Love                                 | 香港                    | 鍾德勝               | 2008 |
| 渺渺                                   | Miao Miao                                   | 臺灣                    | 程孝澤               | 2008 |
| 誌同志（紀錄片）                       | Queer China, 'Comrade' China                | 中国大陆                | 崔子恩               | 2008 |
| 亂青春                                 | Beautiful Crazy                             | 臺灣                    | 李啓源               | 2009 |
| 霓虹心                                 | Miss Kicki                                  | 臺灣 瑞典               | 劉漢威               | 2009 |
| 永久居留                               | Permanent Residence                         | 香港                    | 雲翔                 | 2009 |
| 帶我去遠方                             | Somewhere I Have Never Travelled            | 臺灣                    | 傅天余               | 2009 |
| 春風沉醉的夜晚                         | Spring Fever                                | 中国大陆 香港 法国      | 婁燁                 | 2009 |
| 得閒炒飯                               | All About Love                              | 香港                    | 許鞍華               | 2010 |
| 安非他命                               | Amphetamine                                 | 香港                    | 雲翔 劉國昌          | 2010 |
| 茱麗葉                                 | Juliets                                     | 臺灣                    | 侯季然 沈可尚 陳玉勳 | 2010 |
| 雙（微電影）                           | Pair of Love                                | 臺灣                    | 張凱傑 李瑞儂        | 2010 |
| 小狗情人（短片）                       | The Doggy                                   | 臺灣                    | 猫先生               | 2010 |
| 女朋友。男朋友                         | Gf*Bf                                       | 臺灣                    | 楊雅喆               | 2012 |
| 滿月酒                                 | Baby Steps                                  | 臺灣                    | 鄭伯昱               | 2015 |
| 聽爸媽的話（紀錄片）                   | Inside the Chinese Closet                   | 荷蘭                    | Sophia Luvara        | 2015 |
| 醉·生夢死                              | Thanatos, Drunk                             | 臺灣                    | 張作驥               | 2015 |
| 錯了性別，不錯愛                       | Girls Love                                  | 中国大陆                | 李新杰               | 2016 |
| 日常對話（紀錄片）                     | Small Talk                                  | 臺灣                    | 黃惠偵               | 2016 |
| 我和我的T媽媽（紀錄片）                | The Priestess Walks Alone                   | 臺灣                    | 黃惠偵               | 2016 |
| 樓下的房客                             | The Tenants Downstairs                      | 臺灣                    | 崔震東               | 2016 |
| 同流合烏                               | Utopians                                    | 香港                    | 雲翔                 | 2016 |
| 阿莉芙                                 | Alifu, the Prince/ss                        | 臺灣                    | 王育麟               | 2017 |
| 檳榔血                                 | The Taste of Betel Nut                      | 香港                    | 胡笳                 | 2017 |
|                                        | Thirty Years of Adonis                      | 香港                    | 雲翔                 | 2017 |
| 誰先愛上他的                           | Dear Ex                                     | 臺灣                    | 徐譽庭 許智彥        | 2018 |
| 海吉拉                                 | Hijra in Between                            | 臺灣                    | 蔡宓潔               | 2018 |
| 看見你便想見你                         | I Miss You When I See You                   | 香港                    | 鍾德勝               | 2018 |
| 尋找羅麥                               | Looking for Rohmer                          | 中国大陆 法国           | 王超                 | 2018 |
| 紅樓夢                                 | The Story of the Stone                      | 臺灣                    | 吳星翔               | 2018 |
| 再見，南屏晚鐘                         | A Dog Barking at the Moon                   | 中国大陆                | 相梓                 | 2019 |
| 灼人秘密                               | Nina Wu                                     | 臺灣                    | 趙德胤               | 2019 |
| 叔·叔                                  | Suk Suk                                     | 香港                    | 楊曜愷               | 2019 |
| 我的靈魂是愛做的                       | The Teacher                                 | 臺灣                    | 陳敏郎               | 2019 |
| 他她：李二毛的雙重人生（紀錄片）       | The Two Lives of Li Ermao                   | 中国大陆                | 賈玉川               | 2019 |
| 日子                                   | Days                                        | 臺灣                    | 蔡明亮               | 2020 |
| 親愛的房客                             | Dear Tenant                                 | 臺灣                    | 鄭有傑               | 2020 |
| 刻在你心底的名字                       | Your Name Engraved Herein                   | 臺灣                    | 柳廣輝               | 2020 |
| 迷失安狄                               | Miss Andy                                   | 臺灣 馬來西亞           | 陳立謙               | 2021 |
| 金錢男孩MONEYBOYS                      | Moneyboys                                   | 臺灣 奧地利 法国 比利時 | C.B. Yi              | 2021 |
| 喜歡妳是妳                             | The First Girl I Loved                      | 香港                    | 吳詠珊 楊潮凱        | 2021 |
| 十三門徒                               | Apostles                                    | 香港                    | 雲翔                 | 2022 |
| 屍房菜                                 | Bodyshop                                    | 香港                    | 雲翔                 | 2022 |
| 海鷗來過的房間                         | Kissing The Ground You Walked On            | 澳門                    | 孔慶輝               | 2022 |
| 當我望向你的時候（紀錄短片）           | Will You Look at Me                         | 中国大陆                | 黃樹立               | 2022 |
| 關於我和鬼變成家人的那件事             | Marry My Dead Body                          | 臺灣                    | 程偉豪               | 2023 |
| 成功補習班                             | After School                                | 臺灣                    | 藍正龍               | 2023 |
| 從今以後                               | All Shall Be Well                           | 香港                    | 楊曜愷               | 2024 |
| 愛作歹                                 | Silent Sparks                               | 臺灣                    | 朱平                 | 2024 |

## 亞洲電影
| 中文譯名                                | 英文譯名                                        | 外文原名                                  | 出版地 | 出版年份 |
| --------------------------------------- | ----------------------------------------------- | ----------------------------------------- | ------ | -------- |
| 俘虜                                    | Merry Christmas, Mr. Lawrence                   | 戦場のメリークリスマス                    | 日本   | 1983     |
| 螺旋素描                                | Rough Sketch of a Spiral                        | らせんの素描                              | 日本   | 1991     |
| 鍋巴                                    | Okoge                                           | おこげ                                    | 日本   | 1992     |
| 星閃閃／那年，我們愛得閃閃發亮          |                                                 | きらきらひかる                            | 日本   | 1992     |
| 二十歲的微熱                            | A Touch of Fever                                | 二十才の微熱                              | 日本   | 1993     |
| 不夜城：新宿鯊魚                        |                                                 | 眠らない街〜新宿鮫〜                      | 日本   | 1993     |
| 血光光五人幫                            | GONIN                                           | GONIN                                     | 日本   | 1995     |
| 流砂幻愛                                | Like Grains of Sand                             | 渚のシンドバッド                          | 日本   | 1995     |
| 御法度                                  | Gohatto/Taboo                                   | 御法度                                    | 日本   | 1999     |
| 憚之天使                                |                                                 | 憚り天使                                  | 日本   | 1999     |
| 三心兩性／Hush!                         | Hush!                                           | ハッシュ!                                 | 日本   | 2001     |
| 水男孩                                  | Waterboys                                       | ウォーターボーイズ                        | 日本   | 2001     |
| 藍色大海                                | Blue                                            | Blue                                      | 日本   | 2002     |
| 鍺之夜                                  | The Whispering of the Gods                      | ゲルマニウムの夜                          | 日本   | 2005     |
| 深夜裡的彌次先生和喜多先生              | Yaji and Kita: The Midnight Pilgrims            | 真夜中の弥次さん喜多さん                  | 日本   | 2005     |
| 彩虹下的幸福                            | House of Himiko                                 | メゾン・ド・ヒミコ                        | 日本   | 2005     |
| 男孩的愛                                | Boy's Love                                      | BOYS LOVE                                 | 日本   | 2006     |
| 46億年之戀                              | Big Bang Love, Juvenile A                       | 46億年の恋                                | 日本   | 2006     |
| 給不知何時的你                          | Itsuka no Kimi e                                | いつかの君へ                              | 日本   | 2007     |
| 親密玩伴                                |                                                 | スキトモ                                  | 日本   | 2007     |
| 愛的言靈                                | Ai no Kotodama                                  | 愛の言霊                                  | 日本   | 2007     |
| 托生君系列：春風化雨                    |                                                 | タクミくんシリーズ そして春風にささやいて | 日本   | 2007     |
| 我們的愛的協奏曲                        |                                                 | 僕らの愛の奏で                            | 日本   | 2008     |
| 體育館寶貝                              | Taiikukan Baby                                  | 体育館ベイビー                            | 日本   | 2008     |
| 禁斷之戀                                |                                                 | 禁断の恋                                  | 日本   | 2008     |
| ALLDAYS二丁目的朝陽                     |                                                 | ALLDAYS 二丁目の朝日                      | 日本   | 2008     |
| BL 介绍我的男朋友                       |                                                 | BL 〜僕の彼氏を紹介します〜               | 日本   | 2009     |
| 托生君系列2：彩色的玻璃                 |                                                 | タクミくんシリーズ2 虹色の硝子            | 日本   | 2009     |
| 托生君系列3：美貌的細節                 |                                                 | タクミくんシリーズ3 美貌のディテイル      | 日本   | 2010     |
| 托生君系列4：Pure                       |                                                 | タクミくんシリーズ4 pure~ピュア~          | 日本   | 2010     |
| 愛的言靈：直到世界盡頭                  |                                                 | 愛の言霊 〜世界の果てまで〜               | 日本   | 2010     |
| 托生君系列5：晴朗天空                   |                                                 | タクミくんシリーズ5 あの、晴れた青空      | 日本   | 2011     |
| 惡之教典                                | Lesson of the evil                              | 悪の教典                                  | 日本   | 2012     |
| 男生愛女身                              |                                                 | EDEN(映画)                                | 日本   | 2012     |
| 護家萌不萌／ 佐藤家的早餐、铃木家的晚餐 | Sato Family's Breakfast, Suzuki Family's Dinner | 佐藤家の朝食、鈴木家の夕食                | 日本   | 2013     |
| 無法觸碰的愛                            | No Touching At All                              | どうしても触れたくない                    | 日本   | 2014     |
| 星期戀人 前篇                           |                                                 | セブンデイズ MONDAY→THURSDAY              | 日本   | 2015     |
| 星期戀人 後篇                           |                                                 | セブンデイズ FRIDAY→SUNDAY                | 日本   | 2015     |
| 怒                                      |                                                 | 怒り(小説)                                | 日本   | 2016     |
| 愚行錄                                  |                                                 | 愚行録                                    | 日本   | 2017     |
| 當他們認真編織時／人生密密縫            | Close-Knit                                      | 彼らが本気で編むときは                    | 日本   | 2017     |
| 聽見向陽之聲／向陽之處必有聲            | Silhouette of Your Voice                        | 聽見向陽之聲                              | 日本   | 2017     |
| 不知花開否                              | Does the Flower Bloom?                          | 花は咲くか                                | 日本   | 2018     |
| 飛翔吧! 埼玉                            | Fly me to the Saitama                           | 翔んで埼玉                                | 日本   | 2019     |
| 沉溺                                    | Athlete                                         | アスリート 〜俺が彼に溺れた日々〜         | 日本   | 2019     |
| 大叔的愛：LOVE or DEAD                  | Ossan's Love the Movie                          | おっさんずラブ 〜LOVE or DEAD〜           | 日本   | 2019     |
| 他的                                    | His                                             | His                                       | 日本   | 2020     |
| 影裏                                    | Beneath the Shadow                              | 影裏                                      | 日本   | 2020     |
| 愛在末路之境／窮途鼠的乳酪夢            | The Cornered Mouse Dreams of Cheese             | 愛在末路之境                              | 日本   | 2020     |
| 回來後重新開始                          | Restart After Come Back Home                    | リスタートはただいまのあとで              | 日本   | 2020     |
| 海邊的異邦人                            | L'etranger de la Plage                          | 海辺のエトランゼ                          | 日本   | 2020     |
| 性之劇毒                                | Dangerous Drugs of Sex                          | 性の劇薬                                  | 日本   | 2020     |
| 三角窗外是黑夜                          | The Night Beyond the Tricornered Window         | さんかく窓の外側は夜                      | 日本   | 2021     |
| 情色小說家〜PlayBack〜                  | Pornographer: PlayBack                          | ポルノグラファー～プレイバック～          | 日本   | 2021     |
| 情慾報復／慾望男情                      | Yok mang                                        | 욕망                                      | 韓國   | 2002     |
| 王的男人                                | The King and the Clown                          | 왕의 남자                                 | 韓國   | 2005     |
| 愛，不悔                                | No Regret                                       | 후회하지 않아                             | 韓國   | 2007     |
| 霜花店                                  | A Frozen Flower                                 | 쌍화점                                    | 韓國   | 2008     |
| 兩個婚禮一個葬禮                        | Two Weddings And A Funeral                      | 두 번의 결혼식과 한 번의 장례식           | 韓國   | 2012     |
| 夜間飛行                                | Night Flight                                    | 야간비행                                  | 韓國   | 2014     |
| 極樂森林                                | Blissfully Yours                                | สุดเสน่หา                                   | 泰国   | 2002     |
| 美麗拳王                                | Beautiful Boxer                                 | บิวตี้ฟูลบ๊อกเซอร์                              | 泰国   | 2003     |
| 冬蔭鐵娘子                              | The Adventure of Iron Pussy                     | หัวใจทรนง                                  | 泰国   | 2003     |
| 熱帶幻夢／夏夜迷情                      |                                                 | สัตว์ประหลาด                                | 泰国   | 2004     |
| 曼谷愛情故事                            | Bangkok Love Story                              | เพื่อน...กูรักมึงว่ะ                            | 泰國   | 2007     |
| 愛在暹羅／暹羅之戀                      |                                                 | รักแห่งสยาม                                 | 泰國   | 2007     |
| 人妖打排球                              | The Iron Ladies                                 | สตรีเหล็ก                                   | 泰国   | 2008     |
| 想愛就愛                                | Yes or No                                       | อยากรักก็รักเลย                              | 泰國   | 2010     |
| 我的兄弟情人                            | My Bromance                                     | พี่ชาย                                      | 泰国   | 2013     |
| 鎖不住的基情                            | Arisan!                                         | Arisan!                                   | 印尼   | 2003     |
| 我的軍中情人                            | Yossi & Jagger                                  | יוסי וג'אגר                               | 以色列 | 2002     |
| 情慾按摩院                              | The Masseur                                     | Masahista                                 | 菲律賓 | 2005     |

## 歐美電影

### 123
- 《54今夜星光誘惑》（英语：54 (film)），美国（1997）
- 《你黑我未黑》／《冰點下的幸福》／《最后一夜偷情》，冰岛（2000）
- 《八美图》，法国（2002）
- 《20公分我變身》（英语：20 centímetros），西班牙（2005）

### A
- 《同窗之戀》，英国（1984）
- 《世紀的哭泣》，美国（1993）
- 《沙漠妖姬》，澳大利亚（1994年）
- 酷条子（英语：A Low Down Dirty Shame），美国（1994）
- 《愛情妳我她》（英语：All Over Me (film)），美国（1997）
- 《貓屎先生》／《愛在心裡口難開》（尽善尽美），美国（1997）
- 《戰火中的伊甸園》（德语：Aimée und Jaguar），德国（1999）
- 《暈基浪》（All Over the Guy），美国（2001）
- 《不羈美少年》（À cause d'un garçon/You'll Get Over It（英语：You'll Get Over It）），法国（2002）
- 《天涯家園》（At Home at the End of The World），美国（2004）

### B
- The Boys In The Band（英语：The Boys In The Band），美国（1970）
- 《咖啡，茶&Tequila》／《瀟洒有情天》（潇洒有情天），美国（1995）
- 《蝴蝶女之吻》（Butterfly Kiss），英国（1995）
- 《美好事物》，英国（1996）
- 《大膽的愛，小心的偷》／《驚世狂花》（Bound (1996 film)（英语：Bound (film)）），美国（1996）
- 《假鳳虛凰》（鳥籠），美国（1996）
- 《生命中不能承受之情》，英国/日本（1997）
- 《不羁夜》／《一舉成名》（Boogie Nights），美国（1997）
- 《慾甫團》／《肉譜團》（Beefcake（英语：Beefcake (film)）），加拿大/英国/法国（1999）
- 《攣攣少女心》／《甜過巧克力》（Better than Chocolate），加拿大（1999）
- 《沒哭聲的抉擇》／《男孩別哭》，美国（1999）
- 《戀戀模範生》／《啦啦队长》（戀戀模範生），美国（1999）
- 《攣攣俱樂部》／《傷心同志俱樂部》（The Broken Hearts Club（英语：The Broken Hearts Club: A Romantic Comedy）），美国（2000）
- 《在夜幕降臨前》（Before Night Falls），美国（2001）
- 《男式伊甸園》（Big Eden），美国（2001）
- Bully，美国（2001）
- 《4x香蕉同志》（Banana Queers），香港（2003）
- 《斷背山》，加拿大/美国（2005）
- 《男國少年夢》（Boy Culture），美国（2007）
- 《女愛人》（Bloomington），美國（2010）
- 《黑天鵝》，美国（2010）
- 《藍色是最溫暖的顏色》（Blue Is the Warmest Colour），法國（2013）
- 《再見，我的新郎》（Bridegroom），美國（2013）

### C
- 《雙姝怨》，美国（1961）
- 《歌廳》（Cabaret（英语：Cabaret (film)）），美国（1972）
- 《一籠傻鳥》，法国（1978）
- Cruising（英语：Cruising (film)），美国（1980）
- Coming Out，德国（1989）
- 《克萊爾》（Claire of the Moon），美国（1992）
- 《亂世浮生》（哭泣游戏），英国（1992）
- 《電影中的同志》，美国（1996）
- 《愛，上了癮》／《猜·情·尋》（Chasing Amy）,美国（1997）
- 《同志們的快樂世界》（Common Ground (2000 film)（英语：Common Ground (film)）），美国（2000）
- 《迷恋》（Crush）美国(2000)
- 《叻女夏令營》（Clara's Summer（法语：Clara, cet été là）），法国（2002）
- 《熊熊俱樂部》（Cachorro/Bear Cub），西班牙（2004）
- 《閉門誘惑一家親》（Cote d'Azur（法语：Crustacés et Coquillages）/Marisco Beach（英语：Crustacés et Coquillages）），法国（2005）
- （C.R.A.Z.Y（英语：C.R.A.Z.Y.）），加拿大（2005）
- 《斷袖男》／《我愛斷背衫》（Cut Sleeve Boys），香港（2006）
- 《情碎的天空》（El cielo dividido/Broken Sky（英语：Broken Sky (film)）），墨西哥（2006）
- 《再見》／《你好，再見》／《兩廂情願》（Ciao），美國（2008）
- 《以你的名字呼喚我》／《請以你的名字呼喚我》（Call Me by Your Name（英语：Call Me by Your Name (film)）)，美国（2017）

### D
- 《黃金萬兩》（熱天午後），美国（1975）
- Deathtrap（英语：Deathtrap (film)），美国（1982）
- 《寂寞芳心》／《愛的甘露》（Desert Hearts），美国（1985）
- 《三角洲孽子》 （The Delta），越南（1996）
- 《巧克力男孩》（Drôle de Félix/The Adventures of Felix（英语：Drôle_de_Félix）），法国（2000）
- 《漂流三部曲》（Drift），加拿大（2000）
- 《暗夜搖籃曲》（The Deep End（英语：The Deep End (film)）），美国（2001）
- 《危險人物》（Dangerous Living: Coming Out in the Developing World），美国（2003）
- 《少女特攻隊》（D.E.B.S.（英语：D.E.B.S. (2004 film)）），美国（2004）
- 《皇帝出巡記》（Drag Kings on Tour），美国（2004）
- 《兄弟情人》，巴西（2009）

### E
- 《修女愛瘋狂》／《修女夜難熬》（Entre tinieblas/Dark Habits（英语：Dark Habits）），西班牙（1983）
- 《愛德華二世》（Edward II（英语：Edward II (film)）），英国（1991）
- 《17歲的邊緣》／《17歲的疑惑》（Edge of Seventeen（英语：Edge of Seventeen (film)）），美国（1998）
- 《最愛還是他》（最爱还是他/Shake It All About（英语：Shake It All About）），丹麦（2001）
- 《開心告別派對》（The Event（英语：The Event (film)）），加拿大/美国（2003）
- 《外出用餐》（外出就餐1：憨直处男），美国（2004）
- 《裸露媒體E.K.G.》(E.K.G. Expositus)，德國（2004）
- 《志同盜合》（Ethan Mao），加拿大/美国（2004）
- 《外出用餐2：調情時刻》（Eating Out 2），美国（2006）
- 《埃倫娜》（Elena Undone），美國（2010）

### F
- 《酷兒出品，必屬佳品》／《豪華同志電影史》（Fabulous! A Story of Queer Cinema）
- 《天上人間》（Far From Heaven），美国（2002）
- 《黑色芳心》（Female Perversions），美国/德国（1996）
- The Fine Art of Love: Mine Ha-ha（英语：The Fine Art of Love: Mine Ha-Ha），意大利/英国/捷克(2007)
- 《出賣高潮》（Fiona），美国（1998）
- 《我心所向》（Flow），加拿大(1996)
- 《蕭公子》／《A片猛男日記》（The Fluffer），美国（2001）
- 《校園古惑女》／《怒火赤子心》（Foxfire（英语：Foxfire (1996 film)）），美国（1996）
- 《掀起我的愛》（Fremde Haut/Unveiled），德国/奥地利（2005）
- 《筆姬別戀》／《揮灑烈愛》，加拿大/墨西哥/美国（2002）
- 《油炸綠蕃茄》／《笑傲同行》（Fried Green Tomatoes），美国（1991）
- 《同志家族》（Friends and Family），美国（2001）
- 《紐約斷背衫》（Front Cover），美國（2015）
- 《同窗的愛》《小鎮春情》《對面的女孩看過來》（同窗的愛/），瑞典（1998）

### G
- 《花園》（The Garden），英国（1990）
- 《浪蕩基情70年代》（Gay Sex in the 70s），美国（2005）
- 《二性三人痕》／《我的心裡只有妳沒有他》（Gazon maudit/French Twist（英语：French Twist）），法国（1995）
- 《愛的初體驗》（Get Real（英语：Get Real (film)）），英国（1999）
- 《霓裳情挑》，美国（1998）
- 《叻女釣魚記趣》（Go Fish（英语：Go Fish (film)）），美国（1994）
- 《魂斷夢工場》（Gods and Monsters），英国（1998）
- 'Gone, But Not Forgotten（英语：Gone, But Not Forgotten (film)），美国（2003）
- 《乾柴烈火》，法国（2000）
- 《男生愛的學府》／《顛覆性學校》（Grande École（法语：Grande École (film)）/Grande Ecole（英语：Grande École (film)）），法国（2004）

### H
- 《千年血后》（血魔），英国（1983）
- 《罪孽天使》／《夢幻天堂》（Heavenly Creatures），新西兰（1994）
- 《男慾天堂》（Il bagno turco/Hamam（英语：Hamam (film)）），意大利/土耳其/西班牙（1997）
- 《绞死人的花园》（The Hanging Garden），英国/加拿大（1997）
- Head On，澳大利亚（1998）
- 《粉身碎骨》／《高潮艺术》／《高档货》（High Art），美国（1998）
- 《妖型樂與怒》（Hedwig and the Angry Inch（英语：Hedwig and the Angry Inch (film)）），美国（2001）
- 《我心遺忘夏威夷（英语：Hawaii (2013 film)）》（Hawaii），阿根廷（2013）

### I
- 《雙姝奇戀》／《遇上100%的女孩》（The Incredibly True Adventure of 2 Girls In Love（英语：The Incredibly True Adventure of Two Girls in Love）），美国（1995）
- It's My Party（英语：It's My Party (film)），美国（1996）
- 《忽然囉囉攣》（In & Out），美国（1997）
- 《你的生命, 我的決定2》／《愛妳鍾情》（If These Walls Could Talk II（英语：If These Walls Could Talk 2）），美国（2000）
- 《新娘向後跑》（Imaging me & you（英语：Imagine Me & You）），英國（2005）
- 《同心難改》，美国/英國/印度（2007）
- 《基志雙雄》（娘子漢大丈夫），美国/法国（2009）

### J
- Jeffrey，美国（1995）
- 《活得比你好》（Julie Johnson），美国（2001）

### K
- Kiss Me Guido（英语：Kiss Me, Guido），美国（1997）
- 《少男心事》（Krámpack/Nico and Dani（英语：Nico and Dani）），西班牙（2000）
- （Kissing Jessica Stein），美国（2002）
- 《金賽性學教室》／《引人入性》，美国（2004）
- 《靚佬搵靴著》，英国/美国（2005）
- 《吻兩下打兩槍》，美國（2005）
- 《非單親關係》，美國（2010）
- 《吻我》（Kyss Mig），瑞典（2011）

### L
- 《英倫末路》（The Last of England（英语：The Last of England (film)）），英国（1987）
- 《慾望法則》／《慾望的規條》（/Law of Desire），西班牙（1987）
- 《长期伴侣》／《愛是生死相許》（Longtime Companion），美国（1990）
- 《末路後庭花》（The Living End（英语：The Living End (film)）），美国（1992）
- （Lilies（英语：Lilies (film)）），加拿大（1995）
- 《愛情爬蟲類》／《愛的路上五個人》（Love and Other Catastrophes），澳大利亚（1996）
- 《反串仍是愛》（Love! Valour! Compassion!（英语：Love! Valour! Compassion! (film)）），美国（1997）
- 《拳師禁戀》（Like It Is（英语：Like It Is (film)）），英国（1998）
- 《畫室培慾》（Love Is The Devil: Study for a Portrait of Francis Bacon（英语：Love Is the Devil: Study for a Portrait of Francis Bacon）），英国（1998）
- L.I.E.（英语：L.I.E.），美国（2001）
- ，加拿大（2001）
- 《情慾軀殼》（Luster（英语：Luster (film)）），美国（2002）
- 《闪亮的日子》（遇見好男孩），美國（2003）
- 《海灘鬥一番》／《0與1的誘惑》（Lie Down With Dogs），美国（2005）
- 《痛愛》（Legaturi Bolnavicioase（羅馬尼亞語：Legături bolnăvicioase (film)）/Love Sick（英语：Love Sick (film)）），罗马尼亚/法国（2006）
- 《戀戀師生情》（Loving Annabelle），美国（2006）

### M
- 《午夜牛郎》，美国（1969）
- 《魂断威尼斯》，意大利/法國（1971）
- （My Beautiful Laundrette），英国（1985）
- 《穿梭夢美人》（神气活现），美国（1987）
- ，英国（1987）
- Mannequin 2，美国（1991）
- 《我私人的爱达荷》(My Own Private Idaho)，美国（1991）
- My Night with Reg（英语：My Night with Reg (film)），英国（1996）
- Ma Vie En Rose（英语：Ma vie en rose），法国/比利时/英国（1997）
- 《善恶花园之午夜》（Midnight in the Garden of Good and Evil），美国（1997）
- 《真的想嫁你》，美國（1997）
- 《穆荷蘭大道》（Mulholland Drive]），美国（2001）
- 《壞教慾》（La mala educación），西班牙（2003）
- 《女魔头》（Monster），美国/德国（2003）
- 《夏日午後的初纏愛戀》（My Summer of Love），英国（2004）
- （Mysterious Skin），美国/荷兰（2004）
- 《米尔克》（Milk），美国（2008）
- 《霓虹心》，瑞典/台灣（2009）
- 《月亮喜歡藍》(Moonlight)，美國（2016）

### N
- The Fish Child（El Niño Pez（西班牙语：El niño pez）），阿根廷(2009)
- 《玩轉墜落街》（Nowhere（英语：Nowhere (film)）），美国/法国（1997）
- 《黑夜第一線》（The Night Listener（英语：The Night Listener (film)）），美国（2006）
- 《蓮娜的甜美生活》（Nina Heavenly Delights），英国（2006）
- 《醜聞日記》（Notes on a Scandal），英国（2006）

### O
- 《奧蘭度》（Orlando），英国（1992）
- 《夜魔》（O Fantasma（葡萄牙語：O Fantasma (filme de 2000)）/The Phantom），葡萄牙（2000）
- Oi! Warning（英语：Oi! Warning），德国（2000）

### P
- 《粉色水仙》（Pink Narcissus），美国（1971）
- Personal Best（英语：Personal Best (film)），美國 (1982)
- 《臨別秋波》（Parting Glances），美国（1986）
- 《留心那話兒》（Prick up Your Ears（英语：Prick Up Your Ears）），英国（1987）
- 《费城故事》（费城故事），美国（1993）
- 《神父同志》（Priest（英语：Priest (1994 film)）），英国（1994）
- 《活著就是為了作證》，英国/德国/美国（2000）
- 《烈焰焚幣》（/Burnt Money），西班牙/法国/阿根廷/乌拉圭（2000）
- 《青春夢裡人》（Presque rien/Come Undone），法国/比利时（2000）
- P.S. Your Cat Is Dead（英语：P.S. Your Cat Is Dead），美国（2002）
- 《攣愛砒霜》（Proteus），加拿大/南非（2003）
- 《巴黎，我爱你》，法国（2006）
- 《姣妹日記》，加拿大/香港（2009）
- 《掰彎直男B計劃（英语：Plan B (2009 film)）》（Plan B），阿根廷（2009）

### Q
- 《霧港水手》，德国/法国（1982）
- 《弊傢伙，我有咗！》（Quinceanera（英语：Quinceañera (film)）），美国（2006）

### R
- 《奪魂索》，美国（1948）
- 《无因的反叛》（阿飛正傳），美国（1955）
- 《洛基恐怖秀》／《洛奇恐怖晚會》（Rocky Horror Picture Show），英国/美国（1975）
- Revenge of the Nerds（英语：Revenge of the Nerds），美国（1984）
- 《野芦苇》（Les Roseaux sauvages/Wild Reeds（英语：Wild Reeds (film)）），法国（1994）
- 《放輕鬆…隨性做》（Relax... It's Just Sex!（英语：Relax...It's Just Sex）），美国（1998）
- 《吉屋出租》（RENT（英语：Rent (film)）），美国（2005）
- 《我的酷兒婚禮》（Reinas/Queens），西班牙（2006）
- 《羅馬慾樂園》（Room In Rome），西班牙（2010）

### S
- 《魚娃子（英语：Salmonberries）》，德国（1991）
- ，美国（2004）
- 《童子也是基（英语：Scout's Honor）》，美国（1980）
- 《薩巴斯津的誘惑》，英国（1976）
- 《少年塞巴斯蒂安》，挪威/瑞典（1995）
- 《怪軍曹（英语：The Sergeant (film)）》，美国（1968）
- 《慾蓋弄潮（英语：Shelter）》，美国（2007）
- 《人海奇花》，加拿大（1997）
- 《單身男人》，美国（2009）
- 《失魂家族》，法国（1998）
- 《打開心門向藍天（德语：Die Stille nach dem Schuß）》，德国（2000）
- 《夏日痴魂（英语：Suddenly, Last Summer）》，美国（1959）
- 《激情姐妹花（英语：Sister, my sister）》，英国 (1994)
- 《踢出我衣櫃》，冰岛/芬兰/英国（2005）
- 《STAR WARS：天行者的崛起》，美国（2019）
- 《血籠於女（英语：Stranger Inside）》，美国（2001）
- 《情迷意亂（英语：Swoon）》，美國（1992）

### T
- Taxi zum Klo（英语：Taxi zum Klo），德国（1980）
- 《寂寞城市》《五顆寂寞的心》（Things You Can Tell Just by Looking at Her），美国（2000）
- 《雙身》（Tintenfischalarm/Octopus Alarm）
- To Wong Foo, Thank you for Everything! Julie Newmar，美国（1995）
- 《芬兰汤姆》（Tom of Finland），芬兰（2017）
- 《全蚀》（Total Eclipse），美国（1990）
- 《全搞砸了》（Totally F***ed Up），美国（1993）
- 《桃色接觸》《加利格蘭的粉紅婚禮》（Touch of Pink），加拿大/英国（2004）
- 《捨不得哥哥》（Tout contre Léo/Close to Leo（英语：Close to Leo）），法国（2002）
- （Transamerica），美国（2005）
- ，美国（1999）
- 《男式旅程》（The Trip（英语：The Trip (2002 film)）），美国（2002）
- 《同志兄弟》（兩隻老虎），法国/英国（2004）
- 《看不見的世界》，英國/南非（2008）
- 《安妮‧李斯特的秘密日記》（The Secret Diaries of Miss Anne Lister），英國（2010）

### U
- 《基慾都市》（Urbania（英语：Urbania (film)）），美国（2000）
- Unveiled/Fremde Haut，德國(2005)

### V
- 《受害者》（Victim（英语：Victim (1961 film)）），英国（1961）
- 《給遠方的兵哥》／《軍官與男孩》（/For a Lost Soldier），荷兰（1992）

### W
- 《情迷女人心》／《夜幕低垂》（夜幕低垂 (電影)），加拿大（1995）
- 《尋找西瓜女》（The Watermelon Woman），美国（1996）
- 《迷魂井》（The Well（英语：The Well (1997 film)）），澳大利亚（1997）
- 《心太羈》，英国（1997）
- 《狂野三人行》／《慾望單程路》（Wild Side（法语：Wild Side (film, 2004)）/Wild Side（英语：Wild Side (2004 film)）），比利时/法国/英国（2004）
- 《廣告同志》（World Gay Commercials），香港（2006）
- 《愛上壞女孩》（Water Lilies（英语：Water Lilies (film)）/Naissance des Pieuvres（法语：Naissance des pieuvres）)，法國（2007）
- 《看不見的世界》，英國（2007）
- 《小生夢非分》（Were the World Mine），美国（2008）
- 《愛在週末邂逅時》（Weekend），英國（2011）

### X
- 《變種特攻電影系列》，美國

### Y
- 《情迷禁果》（Ya lyublyu tebya（俄语：Я люблю тебя (фильм, 2004)）/You I Love（英语：You I Love）），俄罗斯（2004）

## 另見
- 酷儿文化
- 泰迪熊奖
- LGBT相关电视列表